# Verneiges
Verneiges ist eine französische Gemeinde mit 124 Einwohnern (Stand 1. Januar 2022) im Département Creuse in der Region Nouvelle-Aquitaine. Sie gehört zum Arrondissement Aubusson und zum Kanton Évaux-les-Bains. 

## Lage
Die Gemeinde wird vom Fluss Verneigette tangiert.
Sie grenzt im Norden an Soumans, im Osten an Nouhant, im Südosten an Lépaud, im Süden an Auge und im Westen an Bord-Saint-Georges. Zu Verneiges gehören die Weiler L'Arbre-de-la-Croix, Les Brandes, Châteauvert, La Chaussade, Le Cheix, Courtioux, La Fontaline, L'Hôtel-du-Berry, Le Mas, Le Moulin und Puy-de-la-Savie.

## Bevölkerungsentwicklung
| Jahr      | 1962 | 1968 | 1975 | 1982 | 1990 | 1999 | 2008 | 2013 |
| --------- | ---- | ---- | ---- | ---- | ---- | ---- | ---- | ---- |
| Einwohner | 177  | 143  | 120  | 95   | 71   | 86   | 97   | 109  |